# Jules Lullien

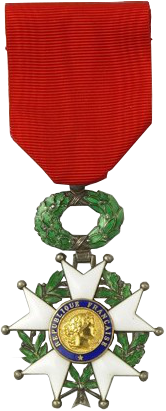
Ridder in het Legioen van Eer

Jules Lullien (22 november 1883 - 5 augustus 1971) was een Franse zakenman. Hij was gekozen tot rechter aan het Tribunal de Commerce en benoemd tot Président de la Délégation spéciale van 18 september 1944 tot 18 mei 1945. Hij was burgemeester van Brest van 18 mei 1945 tot 26 oktober 1947.
Lullien kreeg het bestuur over een stad in handen die geheel in puin lag. Op 20 september 1944 overhandigde de Amerikaanse generaal-majoor Troy H. Middleton van het 8ste legerkorps het bestuur over de stad aan Lullien. Dit gebeurde op de Place Anatole France, te midden van de ruïnes.
Na de oorlog werd de haven zo snel mogelijk weer opgeknapt, waarna via Brest veel hulpgoederen binnenkwamen, zoals machines, katoen, soja en maïs. In 1947 werd Lullien opgevolgd door Alfred Pierre Marie Chupin.

## Onderscheidingen
- Chevalier de la Légion d'Honneur
- Officier de la Légion d'Honneur